# Campionato mondiale di scherma 1979
Il Campionato mondiale di scherma del 1979 si è svolto a Melbourne in Australia.
Sono stati assegnati 2 titoli femminili e 6 titoli maschili:
- femminile
  - fioretto individuale
  - fioretto a squadre
- maschile
  - fioretto individuale
  - fioretto a squadre
  - sciabola individuale
  - sciabola a squadre
  - spada individuale
  - spada a squadre

## Risultati

### Uomini
| Evento                          | Oro | Argento                                                                                        | Bronzo                                                                                  |
| Spada                           | |                                                                                                |                                                                                         |
| Spada individuale (dettagli)    | Philippe Riboud                                                                                        | Ernő Kolczonay                                                                                 | Leszek Swornowski                                                                       |
| Spada a squadre (dettagli)      | Unione Sovietica Ašot Karagjan Boris Lukomskij Leonid Dunaev Aleksandr Abušachmetov                    | Germania Ovest Alexander Pusch Elmar Borrmann Adrian Germanus Hanns Jana                       | Svizzera Patrice Gaille Daniel Giger Christian Kauter Michel Poffet François Suchanecki |
| Fioretto                        | |                                                                                                |                                                                                         |
| Fioretto individuale (dettagli) | Aleksandr Roman'kov                                                                                    | Pascal Jolyot                                                                                  | Fabio Dal Zotto                                                                         |
| Fioretto a squadre (dettagli)   | Unione Sovietica Aleksandr Roman'kov Vladimir Smirnov Sabiržan Ruziev Vladimir Lapickij Sergej Kosenko | Italia Andrea Borella Fabio Dal Zotto Federico Cervi Mauro Numa Carlo Montano                  | Germania Ovest Matthias Behr Harald Hein Thomas Bach Klaus Reichert Matthias Gey        |
| Sciabola                        | |                                                                                                |                                                                                         |
| Sciabola individuale (dettagli) | Vladimir Nazlymov                                                                                      | Viktor Krovopuskov                                                                             | Michail Burcev                                                                          |
| Sciabola a squadre (dettagli)   | Unione Sovietica Vladimir Nazlymov Michail Burcev Viktor Krovopuskov Viktor Sidjak Nikolaj Alëchin     | Italia Michele Maffei Mario Aldo Montano Gianfranco Dalla Barba Marco Romano Ferdinando Meglio | Polonia Jacek Bierkowski Dariusz Wódke Andrzej Kostrzewa Janusz Kondrat Tadeusz Piguła  |

### Donne
| Evento                          | Oro | Argento                                                                                   | Bronzo                                                                               |
| Fioretto                        | |                                                                                           |                                                                                      |
| Fioretto individuale (dettagli) | Cornelia Hanisch                                                                                         | Valentina Sidorova                                                                        | Ildikó Schwarczenberger                                                              |
| Fioretto a squadre (dettagli)   | Unione Sovietica Elena Novikova-Belova Valentina Sidorova Irina Ušakova Nailja Giljazova Hanna Dmytrenko | Ungheria Ildikó Schwarczenberger Edit Kovács Zsuzsanna Szőcs Gertrúd Stefanek Magda Maros | Germania Ovest Cornelia Hanisch Ingrid Losert Sabine Bischoff Ute Wessel Jutta Höhne |

## Medagliere
| Posizione | Nazione          |   |   |   | Totale |
| --------- | ---------------- | - | - | - | ------ |
| 1         | Unione Sovietica | 6 | 2 | 1 | 9      |
| 2         | Germania Ovest   | 1 | 1 | 2 | 4      |
| 3         | Francia          | 1 | 1 | 0 | 2      |
| 4         | Italia           | 0 | 2 | 1 | 3      |
| 4         | Ungheria         | 0 | 2 | 1 | 3      |
| 6         | Polonia          | 0 | 0 | 2 | 2      |
| 7         | Svizzera         | 0 | 0 | 1 | 1      |
| Totale    | Totale           | 8 | 8 | 8 | 24     |